# Алексидзе, Гурам Николаевич
Гурам Николаевич Алексидзе (груз. გურამ ნიკოლაევიჩი ალექსიძე; род. 30 июля 1939, Телави) — советский и грузинский биолог и биохимик, кандидат сельско-хозяйственных наук, доктор биологических наук, профессор, академик Грузинской академии сельскохозяйственных наук (1995; член-корреспондент с 1991), академик Академии наук Грузии (2018). Президент Грузинской академии сельскохозяйственных наук (с 2013).

## Биография
С 1957 по 1962 год обучался на факультете защиты растений Сельскохозяйственного института Грузии. С 1962 по 1966
год обучался в аспирантуре НИИ садоводства, виноградарства и виноделия АН Грузинской ССР.
С 1962 по 1973 год на научно-исследовательской работе в НИИ садоводства, виноградарства и виноделия АН Грузинской ССР в должностях младший научный сотрудник и с 1966 по 1973 год — старший научный сотрудник. С 1973 по 1995 год на научной работе в НИИ защиты растений АН Грузинской ССР — НАН Грузии в качестве заместителя директора по научной работе. Одновременно с 1983 по 1987 год — главный агроном Торгпредства СССР в США.
С 1996 года на научно-исследовательской работе в Грузинской академии сельскохозяйственных наук в должностях: с 1996 по 2004 год — академик-секретарь, с 2004 по 2013 год — вице-президент, и с 2013 года — президент этой академии.

### Научно-педагогическая деятельность и вклад в науку
Основная научно-педагогическая деятельность Г. Н. Алексидзе была связана с вопросами в области биоэкологии, сельского хозяйства во всех его аспектах, в том числе плодово-овощной и винодельческой отрасли.
В 1966 году защитил кандидатскую диссертацию по теме: «Минирующие моли плодовых культур в Грузинской ССР и результаты изучения фосфорорганических препаратов против них», в 1975 году защитил докторскую диссертацию на соискание учёной степени доктор биологических наук по теме: «Биоэкологические факторы размножения представителей вредной фауны плодового сада в условиях Картли Грузинской ССР и некоторые методы рационального применения пестицидов». В 1989 году ему присвоено учёное звание профессор. В 1991 году был избран член-корреспондентом, а в 1995 году — действительным членом Грузинской академии сельскохозяйственных наук. В 2018 году — действительным членом НАН Грузии.  Г. Н. Алексидзе было написано более двухсот десяти научных работ, в том числе монографий и семнадцать учебников.

## Основные труды
- Минирующие моли плодовых культур в Грузинской ССР и результаты изучения фосфорорганических препаратов против них. - Тбилиси, 1965. - 150 с.
- Биоэкологические факторы размножения представителей вредной фауны плодового сада в условиях Картли Грузинской ССР и некоторые методы рационального применения пестицидов. - Тбилиси, 1974. - 302 с[3]